# Liste der mexikanischen Botschafter in Kolumbien
Diese Liste beinhaltet alle mexikanischen Gesandten und Botschafter in Kolumbien:

## Missionschefs
| Ernennung Akkreditierung | Name                                        | Bemerkungen | ernannt von                   | akkreditiert bei der Regierung | Posten verlassen  |
| ------------------------ | ------------------------------------------- | --- | ----------------------------- | ------------------------------ | ----------------- |
| 18. Mai 1822             | Manuel de la Peña y Peña                    | Agustín de Itúrbide ernannte Manuel de la Peña y Peña am 18. Mai 1822 zu seinem Botschafter in Kolumbien, aber Itúrbide dankte ab, bevor de la Peña y Peña das Amt antrat. | Agustín de Iturbide           | Simón Bolívar                  |                   |
| 9. Januar 1824           | Francisco Molinos del Campo                 | | Guadalupe Victoria            | Simón Bolívar                  | 28. Mai 1824      |
| 6. September 1824        | José Anastasio Torrens                      | Geschäftsträger | Guadalupe Victoria            | Simón Bolívar                  | 9. November 1829  |
| 30. Mai 1831             | Manuel Diez de Bonilla                      | | Anastasio Bustamante          | Domingo Caycedo                | 22. Januar 1833   |
| 23. Januar 1833          | José Miguel Arroyo                          | Geschäftsträger | Valentín Gómez Farías         | José Ignacio de Márquez        | 25. Februar 1834  |
| 15. Juni 1853            | Federico Falqués                            | | Antonio López de Santa Anna   | José María Obando              | 27. Dezember 1853 |
| 9. Februar 1854          | Francisco Serapio Mora                      | | Antonio López de Santa Anna   | José María Melo                | 28. August 1856   |
| 2. April 1878            | Leonardo López Portillo                     | | Porfirio Díaz                 | Julián Trujillo Largacha       | 31. Oktober 1879  |
| 13. Juni 1901            | José María Gamboa                           | | Porfirio Díaz                 | José Manuel Marroquín          |                   |
| 29. Dezember 1903        | Miguel Covarrubias Acosta                   | | Porfirio Díaz                 | José Manuel Marroquín          | 15. Mai 1907      |
| 16. Mai 1907             | Miguel de Béistegui y Septién               | | Porfirio Díaz                 | Rafael Reyes                   | 5. April 1911     |
| 29. Mai 1911             | Luis G. Pardo                               | | Francisco Madero              | Carlos Eugenio Restrepo        | 25. Oktober 1912  |
| 4. Oktober 1912          | Adolfo Mújica y Sáyago                      | | Francisco Madero              | Carlos Eugenio Restrepo        | 21. August 1914   |
| 20. Juli 1916            | Fernando Cuén                               | | Venustiano Carranza           | José Vicente Concha            | 1. März 1918      |
| 1. Juni 1918             | Gerzayn Ugarte                              | | Venustiano Carranza           | Marco Fidel Suárez             | 9. Januar 1920    |
| 21. Februar 1921         | Antonio Mediz Bolio                         | Geschäftsträger | Álvaro Obregón                | Jorge Holguín                  | 28. August 1921   |
| 1. April 1921            | Juan B. Delgado Altamirano                  | Ministerresident | Álvaro Obregón                | Jorge Holguín                  | 10. März 1922     |
| 23. September 1922       | José Maximiliano Alfonso de Rosenzweig Díaz | Geschäftsträger | Álvaro Obregón                | Pedro Nel Ospina               | 31. Oktober 1923  |
| 5. August 1923           | Juan Francisco Urquidi                      | | Álvaro Obregón                | Pedro Nel Ospina               |                   |
| 21. November 1927        | Julio Madero González                       | | Plutarco Elías Calles         | Miguel Abadía Méndez           | 5. Januar 1932    |
| 19. Februar 1932         | Esteban García de Alba                      | | Abelardo L. Rodríguez         | Enrique Olaya Herrera          | 19. Dezember 1932 |
| 19. Dezember 1932        | Óscar E. Duplán                             | | Abelardo L. Rodríguez         | Enrique Olaya Herrera          | 1. Januar 1935    |
| 15. Februar 1935         | Palma Guillén y Sánchez                     | | Lázaro Cárdenas del Río       | Alfonso López Pumarejo         |                   |
| 16. Januar 1937          | José Domingo Ramírez Garrido                | | Lázaro Cárdenas del Río       | Alfonso López Pumarejo         |                   |
| 1. Februar 1939          | Carlos Darío Ojeda Rovira                   | | Lázaro Cárdenas del Río       | Eduardo Santos                 |                   |
| 15. September 1941       | Federico Montes Alanís                      | Aufwertung zur Botschaft | Manuel Ávila Camacho          | Eduardo Santos                 |                   |
| 1. November 1942         | Miguel Ángel Menéndez Reyes                 | | Manuel Ávila Camacho          | Alfonso López Pumarejo         |                   |
| 21. April 1944           | Juan Manuel Álvarez del Castillo            | | Manuel Ávila Camacho          | Alfonso López Pumarejo         | 10. April 1945    |
| 26. Juli 1945            | Luis Quintanilla del Valle                  | | Manuel Ávila Camacho          | Alberto Lleras Camargo         | 14. Dezember 1945 |
| 12. Dezember 1945        | José Muñoz Cota                             | | Manuel Ávila Camacho          | Alberto Lleras Camargo         | 10. Januar 1947   |
| 1. März 1947             | José María Ortiz Tirado                     | | Miguel Alemán Valdés          | Mariano Ospina Pérez           | 1. Oktober 1948   |
| 2. Juni 1948             | Eduardo Espinosa y Prieto                   | Geschäftsträger | Miguel Alemán Valdés          | Mariano Ospina Pérez           |                   |
| 16. März 1949            | Mariano Armendáriz del Castillo             | | Miguel Alemán Valdés          | Mariano Ospina Pérez           | 1. Januar 1951    |
| 1. Januar 1951           | Manuel Maples Arce                          | | Miguel Alemán Valdés          | Roberto Urdaneta Arbeláez      |                   |
| 16. Juli 1952            | Miguel González Taush                       | Geschäftsträger | Adolfo Ruiz Cortines          | Roberto Urdaneta Arbeláez      | 22. Dezember 1953 |
| 1. September 1953        | José Cayetano Valadés Rocha                 | | Adolfo Ruiz Cortines          | Gustavo Rojas Pinilla          |                   |
| 1. Mai 1956              | Alfonso García González                     | | Adolfo Ruiz Cortines          | Gustavo Rojas Pinilla          |                   |
| 1. Juli 1958             | José Tomás Torres Talavera                  | | Adolfo López Mateos           | Alberto Lleras Camargo         | 1. April 1961     |
| 8. August 1961           | Juan Rebolledo Clément                      | | Adolfo López Mateos           | Alberto Lleras Camargo         | 30. April 1963    |
| 30. April 1963           | Víctor Manuel Barceló Rodríguez             | | Adolfo López Mateos           | Guillermo León Valencia        |                   |
| 1964                     | Celestino Herrera Frimont                   | | Gustavo Díaz Ordaz            | Guillermo León Valencia        | 9. April 1969     |
| 9. April 1969            | Carlos M. Paz Cordero                       | | Gustavo Díaz Ordaz            | Carlos Lleras Restrepo         | 1. März 1971      |
| 1. März 1971             | Víctor Manuel Barceló Rodríguez             | | Luis Echeverría Álvarez       | Misael Pastrana Borrero        | 19. Dezember 1973 |
| 2. Januar 1974           | Jaime Jiménez Muñoz                         | | Luis Echeverría Álvarez       | Alfonso López Michelsen        |                   |
| 25. Januar 1977          | Federico Barrera Fuentes                    | | José López Portillo           | Alfonso López Michelsen        |                   |
| 2. April 1979            | Ricardo Francisco Galán Méndez              | | José López Portillo           | Julio César Turbay Ayala       | 1. August 1980    |
| 26. Juni 1980            | María Antonieta Sánchez Gavito y Piña       | | José López Portillo           | Julio César Turbay Ayala       |                   |
| 5. Januar 1984           | Antonio Calzada Urquiza                     | | Miguel de la Madrid Hurtado   | Belisario Betancur Cuartas     |                   |
| 7. August 1985           | José Antonio Cruz Álvarez Lima              | | Miguel de la Madrid Hurtado   | Belisario Betancur Cuartas     |                   |
| 5. Oktober 1987          | Rodulfo Figueroa Aramoni                    | | Miguel de la Madrid Hurtado   | Virgilio Barco Vargas          | 30. April 1989    |
| 23. Juni 1989            | Edmundo Font López                          | | Carlos Salinas de Gortari     | Virgilio Barco Vargas          |                   |
| 10. Juli 1992            | Felipe Raúl Valdés Aguilar                  | | Carlos Salinas de Gortari     | César Gaviria Trujillo         |                   |
| 27. Januar 1995          | Oliver Albert Farres Martins                | | Ernesto Zedillo Ponce de León | Ernesto Samper Pizano          | 15. August 1997   |
| 1996                     | Andrés Leopoldo Valencia Benavides          | | Ernesto Zedillo Ponce de León | Ernesto Samper Pizano          | 27. Dezember 2000 |
| 14. Dezember 2000        | Ángel Luis Ortiz Monasterio Castellanos     | | Vicente Fox Quesada           | Andrés Pastrana Arango         | 3. Dezember 2003  |
| 7. November 2003         | Gilberto Limón Enríquez                     | Geschäftsträger | Vicente Fox Quesada           | Álvaro Uribe Vélez             | 1. Februar 2004   |
| 24. Oktober 2003         | Jesús Mario Chacón Carrillo                 | | Vicente Fox Quesada           | Álvaro Uribe Vélez             |                   |
| 7. Mai 2008              | Florencio Salazar Adame                     | | Felipe Calderón               | Álvaro Uribe Vélez             |                   |